# 블랙의 신부
《블랙의 신부》(영어: Remarriage & Desires)는 넷플릭스에서 2022년 7월 15일부터 방영된 대한민국의 드라마이다.

### 기획 의도
사랑이 아닌 조건을 거래하는 상류층 결혼정보회사에서 펼쳐지는 복수와 욕망의 스캔들을 그린 넷플릭스 시리즈

## 제작진

### 연출
- 김정민 : ( OCN 일요 오리지널 드라마 《히어로》(공동연출), OCN 토요 오리지널 드라마 《나쁜 녀석들》(연출), tvN 월화 미니시리즈 《신분을 숨겨라》(연출), 채널 A 금토드라마 《평일 오후 세시의 연인》(연출) 등 연출 )

### 극본
- 이근영 : ( SBS 아침 일일연속극 《사랑도 미움도》(집필), SBS 금요드라마 《아들찾아 삼만리》(집필), SBS 아침 일일연속극 《장미의 전쟁》(집필), SBS 아침 일일연속극 《어머님은 내 며느리》(집필), SBS 아침 일일연속극 《나도 엄마야》(집필) 등 집필 )

## 등장인물

### 주요인물
- 김희선 : 서혜승 역 - 남편의 불륜과 죽음을 겪은 뒤 친정엄마가 몰래 가입시킨 상류층 결혼정보회사 렉스. 그곳에서 자신의 모든 것을 앗아간 진유희와 재회하게 되고, 그녀에게 복수하기 위해 블랙의 신부가 되기로 결심한다.

- 이현욱 : 이형주 역 - 렉스의 모든 여성 회원들이 탐내는 최상의 블랙. 아내의 배신에 상처를 입은 뒤 렉스에 가입한 그는 끝까지 함께할 조건을 지닌 전략적인 파트너를 찾는다.

- 정유진 : 진유희 역 - 블랙의 신부가 되어 상류 사회에 입성하기 위해 렉스에 가입한 대기업 법무팀 변호사. 그곳에 자신의 과거를 알고 있는 혜승이 나타나며 완벽했던 계획에 흠집을 내려 한다.

- 박훈 : 차석진 역 - 아버지로부터 도망치듯 떠난 유학길. 한국으로 돌아온 석진은 어머니의 유언에 따라 아버지의 재산을 되찾으려 한다. 이를 위해 아버지의 뜻대로 새어머니 유선이 운영하는 렉스의 회원이 되고, 그곳에서 첫사랑 혜승과 재회하게 된다.

- 차지연 : 최유선 역 - 국내 최고의 상류층 결혼정보회사 렉스의 대표. 돈이 곧 권력이라고 생각하는 유선은 남편의 막대한 재산을 상속받기 위해 모든 걸 희생했지만, 남편의 유일한 상속자인 아들 석진이 돌아오며 조급해지기 시작한다.

### 석진 주변인물
- 장광 : 차용환 회장 역

### 그 외 인물
- 남명렬

- 김미경

- 김사권 : 주호찬 역

- 최병모